# 鲇鱼套站
鲇鱼套站是曾位于粤汉铁路（鲇鱼套货场专用线）上的铁路车站，位于湖北省武汉市武昌区白沙洲街道，建于1915年，1956年与余家湾站合并，成为该车站的货场。本站场业已因鹦鹉洲长江大桥的建设工作而拆除。

## 历史
1896年7月，湖广总督张之洞奉诏修筑粤汉铁路，当时选定的终点站是位于武昌城南的鲇鱼套，但随后因种种原因粤汉铁路停工数年。
1912年6月，国民政府决定续修粤汉铁路，谭人凤为督办，詹天佑为会办。
1913年8月，粤汉铁路湘鄂段在鲇鱼套开工。后因鲇鱼套购地困难而将北端起点改在徐家棚。1915年6月，本站落成，当年11月建成营运，当时设有3.5条股道。
1922年，汉冶萍公司修建连接车站的专用线1条，1924年6月又增加站线1条。1924年，在武昌市政计划中，预计将徐家棚站开辟为粤汉铁路最大车站，并扩建鲇鱼套站及增建水运码头，形成以徐家棚为主、鲇鱼套为辅的水陆运输体系。
1958年郑州铁路局修建京广铁路复线时，将鲇鱼套站改设为余家湾站的货场，又对原有站内股道进行改造，延长既有股道并新增4条站线。合并后的鲇鱼套货场曾经为武汉地区主要的危险品货场，办理普通货物整车和整车危险品到发。1980年，隶属武昌南站。
1988年9月，长江、汉江出现百年少见的秋季大汛，各级粮食部门抢在洪峰到来前将存放在货场内的数千万斤稻谷连夜抢运出来。2001年6月，改属于武昌北站管辖。
至2002年，鲇鱼套货场面积72643平方米，建有7座面积7198平方米的仓库、3座货物站台以及4条货物装卸线:390。
2012年，为配合鹦鹉洲长江大桥建设，武汉市政府和武汉铁路局经协商后拆除了鲇鱼套货场设施及专用线。但由于拆迁协调问题，货场附属、位于武泰闸附近的三间扳道房并未拆除，矗立在现白沙洲大道中间。《楚天都市报》于2018年9月13日报道了此问题后，9月16日该扳道房便被悄然拆除。

## 施设遗存
该货场拆除后，截至2021年，仍保留着大多数鲇鱼套货场专用线的遗迹。
- 鲇鱼套专线与新桥街交汇处（2021年）
- 鲇鱼套专线路基遗址（2021年）
- 鲇鱼套专线路基遗址（2021年）
- 鲇鱼套专线路基遗址（2021年）
- 鲇鱼套专线路基遗址（2021年）